# Lactoris fernandeziana
Lactoris fernandeziana – gatunek roślin z rodziny kokornakowatych z monotypowego rodzaju Lactoris R. A. Philippi, Verh. K. K. Zool.-Bot. Ges. Wien 15: 521. 1865. Endemit wyspy Robinson Crusoe (d. Más a Tierra) z archipelagu Juan Fernández, gdzie rośnie bardzo nielicznie. Przez długi czas w XX wieku znany był tylko z kilku okazów, w latach 90. XX wieku zinwentaryzowano jednak ok. tysiąca roślin tego gatunku. Rosną one w podszycie i w lukach w mglistych, górskich lasach i zaroślach. Gatunek zasiedla trudno dostępne, często bardzo strome stoki gór na rzędnych powyżej 500 m n.p.m. W uprawie jest bardzo trudny.

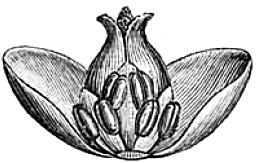
Kwiat

## Morfologia
PokrójKrzew o wysokości ponad 0,3 m. Pędy są zielone, giętkie, parasolowato rozpostarte w różnych kierunkach.
LiścieSkrętoległe. Blaszka eliptyczna.
KwiatyDrobne, na krótkich szypułkach, położone odosiowo, pod liśćmi. Okwiat składa się z trzech zielonych listków. Na tych samych roślinach występują kwiaty obupłciowe i żeńskie. W tych drugich pręcików brak lub wykształcone są jako prątniczki. W kwiatach obupłciowych pręcików jest 6 w dwóch okółkach. Słupkowie utworzone jest z trzech wolnych owocolistków rosnących w jednym okółku. W każdym znajduje się od 4 do 8 anatropowych zalążków. Na szczycie owocolistki zwężają się, znamię jest zbiegające.
OwoceMieszki.

## Systematyka
Pozycja systematyczna według APweb (aktualizowany system APG IV z 2016)
Rodzaj siostrzany dla kladu obejmującego podrodziny piestrzennikowych Hydnoroideae i kokornakowych Aristolochioideae w obrębie rodziny kokornakowatych Aristolochiaceae. Rodzina ta jest z kolei kladem bazalnym rzędu pieprzowce Piperales z kladu magnoliowych, będących jedną ze starszych linii rozwojowych okrytonasiennych.
Gatunek jest jedynym reliktem grupy powstałej co najmniej 69 milionów lat temu i stanowiącej najwyraźniej szeroko rozpowszechniony element flory kredowej na Gondwanie. L. fernandeziana przetrwał jako jedyny jej przedstawiciel (wyróżnianej w przeszłości jako rodzina Lactoridaceae Engler), co ciekawe – na izolowanej wyspie wulkanicznej mającej „tylko” ok. 4 milionów lat.